# Championnat d'Angleterre de rugby à XV 1997-1998
Navigation
Courage League 1996-1997 Allied Dunbar Premiership 1998-1999
Le Championnat d'Angleterre de rugby à XV oppose pour la saison 1997-1998 les douze meilleures équipes anglaises de rugby à XV. La compétition est renommée Allied Dunbar Premiership du nom de son nouveau sponsor officiel, Allied Dunbar, une des filiales financières du groupe Zurich Financial Services,.
Le championnat a débuté le 23 août 1997 et s'est achevé le 17 mai 1998. La compétition voit s'affronter toutes les équipes en matches aller et retour. L'équipe première du classement final est sacrée championne. La dernière est rétrogradée en seconde division. L'avant-dernière joue deux matches de barrage contre l'équipe classée seconde de la Premiership 2 pour préserver sa place en première division. Cette saison, Richmond et les Newcastle Falcons ont accédé à l'élite et remplacent les clubs de West Hartlepool et d'Orell qui ont été rétrogradés en seconde division.
Pour la première fois dans l'histoire du rugby à XV, les bancs de pénalité destinés aux expulsions temporaires de 10 minutes sont introduits dans le règlement officiel. Ils sont destinés à sanctionner les fautes volontaires et les mauvais comportements qui ne sont toutefois pas assez graves pour mériter une expulsion permanente du joueur. Cette nouvelle règle qui a pour but de rendre le jeu plus fluide et de limiter les conflits et bagarres entre joueurs s'avèrera un succès et sera ensuite étendue par l'International Rugby Board aux compétitions internationales trois ans et demi plus tard.
Pour le retour au sein de l'élite, les Newcastle Falcons réalisent un exploit en terminant en tête de la compétition. Ils sont sacrés champions et mettent ainsi fin au règne sans partage du trio Bath-Leicester-Wasps depuis la création de la compétition en 1987. Bristol Rugby finit la compétition à la dernière place et le club est rétrogradé en Premiership two. En revanche les London Irish, classés avant-derniers, sauvent leur place en première division en remportant le barrage contre Rotherham Titans classé second de la Premiership 2.

## Liste des équipes en compétition
La compétition oppose pour la saison 1997-1998 les douze meilleures équipes anglaises de rugby à XV :
| - Bath Rugby - Bristol Rugby - Gloucester RFC - Harlequins | - Leicester Tigers - London Irish - Newcastle Falcons - Northampton Saints | - Richmond - Sale Sharks - Saracens - Wasps |

## Classement de la phase régulière
| no | Club                  | Joués | V  | N | D  | PP  | PC  | Diff | Points |
| 1  | Newcastle Falcons (P) | 22    | 19 | 0 | 3  | 645 | 387 | 258  | 38     |
| 2  | Saracens              | 22    | 18 | 1 | 3  | 584 | 396 | 188  | 37     |
| 3  | Bath Rugby            | 22    | 13 | 0 | 9  | 575 | 455 | 120  | 26     |
| 4  | Leicester Tigers      | 22    | 12 | 2 | 8  | 569 | 449 | 120  | 26     |
| 5  | Richmond (P)          | 22    | 12 | 0 | 10 | 607 | 499 | 108  | 24     |
| 6  | Gloucester            | 22    | 11 | 1 | 10 | 512 | 528 | -16  | 23     |
| 7  | Sale Sharks           | 22    | 10 | 2 | 10 | 605 | 558 | 47   | 22     |
| 8  | Northampton Saints    | 22    | 9  | 1 | 12 | 493 | 472 | 21   | 19     |
| 9  | Wasps (T)             | 22    | 8  | 1 | 13 | 490 | 609 | -119 | 17     |
| 10 | Harlequins            | 22    | 8  | 0 | 14 | 516 | 645 | -129 | 16     |
| 11 | London Irish          | 22    | 6  | 0 | 16 | 457 | 673 | -216 | 12     |
| 12 | Bristol Rugby         | 22    | 2  | 0 | 20 | 351 | 733 | -382 | 4      |

|  | Champion d'Angleterre (no 1). |
|  | Relégué en Premiership 2 pour la saison 1999-2000 (no 12). |
|  | T : Tenant du titre 1997 • P : Promus 1997 V : Victoires • N : Matches Nuls • D : Défaites PP : Points Pour (marqués) • PC : Points Contre (encaissés) • Diff : Différence de points |

Attribution des points : victoire sur tapis vert : 2, victoire : 2, match nul : 1, défaite : 0, forfait : -2.
Règles de classement : 1. Nombre de victoires ; 2.différence de points ; 3. nombre de points marqués ; 4. points marqués dans les matchs entre équipes concernées ; 5. Nombre de victoires en excluant la 1re journée, puis la 2de journée, et ainsi de suite.

## Résultats des rencontres
L'équipe qui reçoit est indiquée dans la colonne de gauche.
| Clubs              | BAT   | BRI   | GLO   | HAR   | LEI   | LOI   | NEW   | NOR   | RIC   | SAL   | SAR   | WAS   |
| Bath Rugby         |       | 44-15 | 47-3  | 39-13 | 16-5  | 20-3  | 43-27 | 13-20 | 26-3  | 47-31 | 19-29 | 13-29 |
| Bristol Rugby      | 16-22 |       | 13-14 | 19-26 | 24-27 | 5-17  | 21-38 | 8-50  | 22-15 | 12-13 | 15-25 | 20-37 |
| Gloucester RFC     | 27-17 | 35-13 |       | 16-17 | 32-25 | 29-7  | 22-15 | 27-29 | 20-15 | 26-20 | 31-19 | 38-15 |
| Harlequins         | 20-27 | 38-40 | 36-16 |       | 14-23 | 26-24 | 53-17 | 20-44 | 5-30  | 41-12 | 52-41 | 26-28 |
| Leicester Tigers   | 33-22 | 34-25 | 33-16 | 27-3  |       | 34-19 | 45-21 | 19-25 | 15-15 | 42-19 | 55-15 | 10-10 |
| London Irish       | 35-49 | 38-23 | 23-19 | 62-14 | 16-55 |       | 22-17 | 19-35 | 10-51 | 14-45 | 20-26 | 10-25 |
| Newcastle Falcons  | 20-15 | 43-18 | 37-27 | 43-15 | 27-10 | 46-13 |       | 20-13 | 37-12 | 18-12 | 23-18 | 30-25 |
| Northampton Saints | 16-15 | 35-12 | 22-24 | 23-26 | 25-6  | 33-18 | 18-10 |       | 17-21 | 39-47 | 33-14 | 13-19 |
| Richmond           | 32-14 | 43-3  | 33-22 | 37-16 | 32-15 | 32-12 | 51-29 | 30-17 |       | 21-24 | 20-28 | 10-15 |
| Sale Sharks        | 11-13 | 76-0  | 24-24 | 23-13 | 35-21 | 41-16 | 28-28 | 26-33 | 30-19 |       | 28-40 | 10-19 |
| Saracens           | 50-23 | 31-19 | 42-24 | 25-15 | 21-22 | 29-21 | 33-27 | 12-10 | 43-20 | 15-9  |       | 42-20 |
| Wasps              | 17-31 | 32-18 | 26-20 | 29-26 | 17-13 | 19-38 | 18-17 | 31-15 | 22-18 | 22-38 | 15-19 |       |

|  | Victoire à domicile |  | Match nul |  | Défaite à domicile |